# 佩德罗·何塞·塞瓦略斯

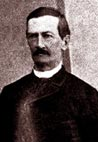
佩德罗·何塞·塞瓦略斯

佩德罗·何塞·塞瓦略斯·萨尔瓦多（1830年—1892年) 厄瓜多尔总统(1888年7月-8月)。
从1891年4月至8月任安东尼奥·弗洛雷斯·希洪总统的公共教育、内务、外交部长，去世前不久，他成了厄瓜多尔科学院文学院的一名成员。
| 前任： 何塞·普拉西多·卡马尼奥 | 厄瓜多尔总统 1888年 | 繼任： 安东尼奥·弗洛雷斯·希洪 |